# ジェイミー・レドナップ
ジェイミー・フランク・レドナップ（Jamie Frank Redknapp、1973年6月25日 - ）は、イングランド出身の元のサッカー選手であり、1989年から2005年にかけてサッカー選手としてのキャリアを過ごした。現在はSky Sportsの解説者を務め、『デイリー・メール』にコラムを執筆している。
テクニックに優れ、創造力を持ったミッドフィールダーであり、フリーキックの際にも正確で力強いボールを蹴ることができた。ボーンマス、サウサンプトン、リヴァプール、トッテナム・ホットスパーでプレイし、リヴァプールとトッテナム・ホットスパーではキャプテンを務めた。イングランド代表にも選出され、1995年から1999年にかけて17キャップを記録している。11年間を過ごしたリヴァプールではリーグ戦237試合に出場し、1995年のリーグカップ優勝など最も実りの多い時代を過ごした。
キャリアを通して怪我に苦しめられたレドナップではあるが、ピッチの外でもメディアの間で名を知られている選手であり、1998年に歌手のルイーズと結婚した。サッカー一族としても知られており、父はサッカー監督のハリー・レドナップであり、従兄弟にフランク・ランパードがおり、フランク・ランパード・シニアの甥にあたる。

## クラブ経歴

### ボーンマス
レドナップはユースを過ごしたトッテナム・ホットスパーからのオファーを断り、プロサッカー選手としてのキャリアを父のハリーが監督を務めていたボーンマスで1989年に16歳で始めた。1991年1月15日にリヴァプールと契約するまでボーンマスではリーグ戦で13試合に出場した。当時まだ17歳であったレドナップにケニー・ダルグリッシュは350,000ポンドを投じたが、10代の選手の獲得に支払われた金額としてはイングランドのサッカー史上最高額となる移籍金であった。

### リヴァプール

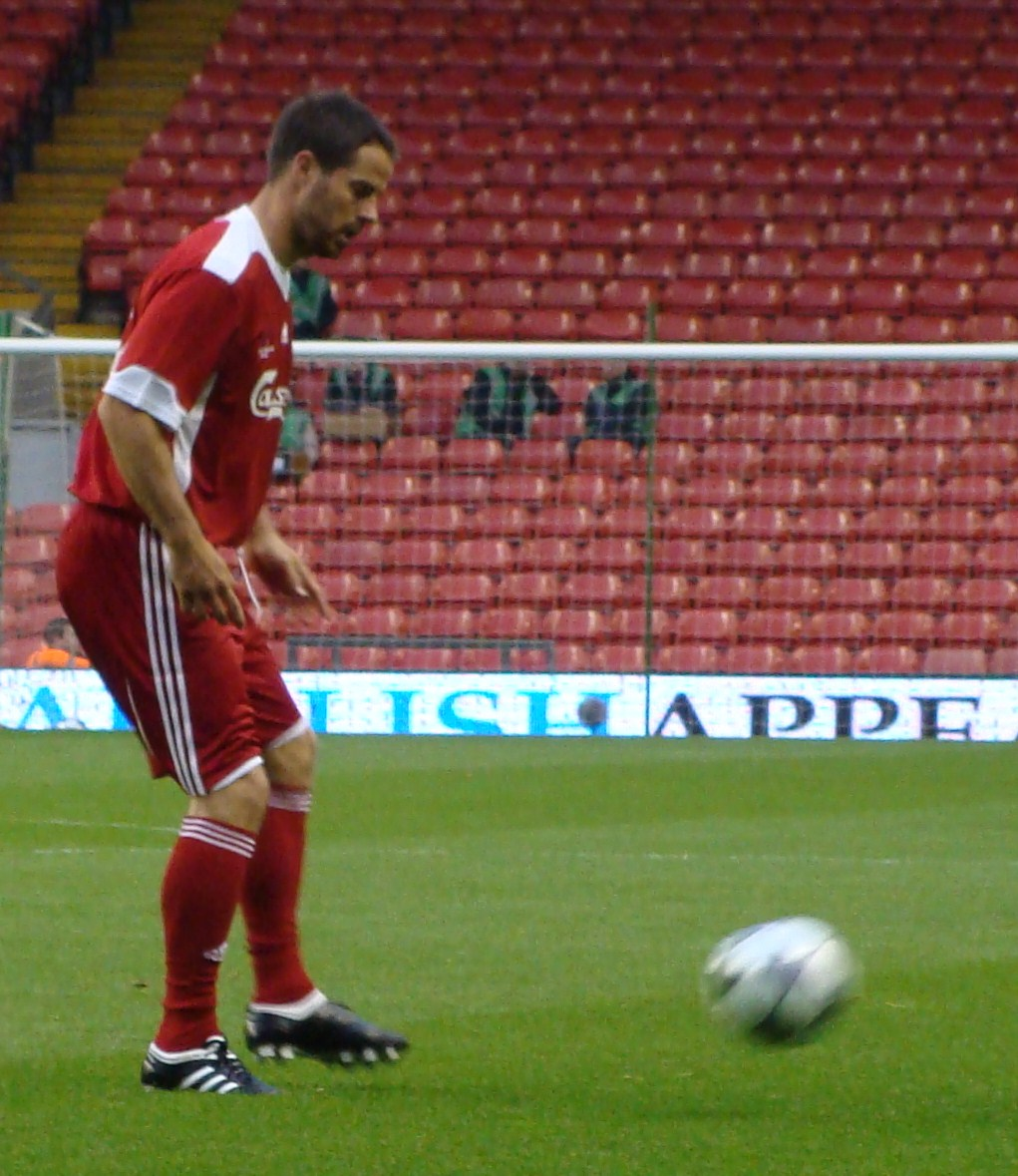
ヒルズボロの記念試合に出場したレドナップ（2009年）

レドナップはケニー・ダルグリッシュが1991年2月22日に驚きを持って受け止められた辞任をする前に獲得した最後の選手の一人であり、1991年10月23日に行われたUEFAカップのオセール戦で18歳と120日でリヴァプールデビューを飾ったレドナップはヨーロッパの大会に出場した選手としてはリヴァプール史上最年少の選手となった。
初ゴールは1991年12月7日に行われたサウサンプトン戦で63分からヤン・メルビーと交代で出場した試合で記録し、チームは1-1で引き分けた。
ダルグリッシュの後任であったグレアム・スーネスの指揮下でレドナップは最初の2シーズン半の間を控えの選手として過ごし、1992年のFAカップ決勝においても出場機会は与えられなかった。1993-94シーズンからマーク・ウォルターズに代わってレギュラーとしてプレイするようになり、写真映えするマンチェスター・ユナイテッドの若手選手であるライアン・ギグスやリー・シャープらとともに新しく創設されたプレミアリーグの看板選手として持て囃された。リーグのマーチャンダイジングや売上向上のために絶えず広告に起用された結果、1990年代中盤から後半にかけてロックスターやポップスターに匹敵するアイドルとなった。
ピッチ上ではロイ・エヴァンズ監督の下で中心的な選手となったが、スティーヴ・マクマナマン、ロビー・ファウラー、スタン・コリモア、ジェイソン・マカティアら若手選手数名とともに「スパイス・ボーイズ」と揶揄されることもあった。特にレドナップはディビッド・ジェームスとともにトップマンとアルマーニのモデルとしてランウェイを歩くなどの活動によりピッチ外の生活を問題視された。
1998-99シーズンは公式戦で10ゴールを挙げ、多くのアシストも記録した。1999-2000シーズンには副キャプテンとなり、後にキャプテンになった。チームの復権に貢献したレドナップであったが、膝の怪我により2000-01シーズンを棒に振ることになった。長年悩まされてきた問題を解決するため、アメリカでリチャード・ステッドマン医師の手術を受けた。チームはFAカップとリーグカップ、UEFAカップの3冠を達成したが、レドナップは結果として1試合も出場することは叶わなかった。しかし、FAカップの優勝トロフィー授与式の際にはチームメイトに呼ばれ、副キャプテンであったロビー・ファウラーとともにトロフィーを受け取った。2001-02シーズンのプレシーズンツアー中に怪我から復帰した。
復帰したレドナップであったが、再度怪我を負ったため、活動は長く続かなかった。2001年10月27日に行われたチャールトン・アスレティック戦ではゴールを挙げたが、3日後に行われたチャンピオンズリーグのボルシア・ドルトムント戦が最後の出場となった。リヴァプールでは公式戦308試合で41ゴールを記録し、2006年にはファン投票により歴代の人気選手100人中40位に選ばれた。

### トッテナム・ホットスパー
2001-02シーズンも残りわずかとなった2002年4月18日にレドナップは自由移籍でトッテナム・ホットスパーに加入することをグレン・ホドルにより認められた。2002-03シーズンの開幕戦であるエヴァトン戦に出場し、マシュー・エザリントンのプレミアリーグ初ゴールを演出した。
2002年8月26日に行われたアストン・ヴィラ戦で初ゴールを記録し、チームも1-0で勝利を挙げた。レドナップはスパーズでの2シーズン半の間で49試合に出場し、4ゴールを挙げた。
　

### サウサンプトン
2005年1月4日に父のハリーが監督を務めていたサウサンプトンと契約を結んだ。父の下でプレイすることは2度目となった。1月5日に行われたフラム戦でデビューし、3日後に行われたFAカップのノーサンプトン・タウン戦でセインツにおける唯一のゴールを記録している。
レドナップはシーズン終了後の2005年6月19日に頻発する怪我の問題と専門医からのアドバイスにより31歳で引退する決断を下した。

## 代表経歴
1995年9月6日に行われたコロンビア代表との親善試合でA代表デビューを飾った。その試合はレネ・イギータがレドナップのクロスをスコーピオン・キック」で跳ね返したことで有名となっている。
1999年10月10日に行われたベルギー代表との親善試合で結果として唯一となる代表初ゴールを記録した。
代表で17キャップを記録しているレドナップは主要大会ではUEFA EURO '96における39分間が唯一の出場であり、1998 FIFAワールドカップとUEFA EURO 2000は怪我により出場を逃した。

## パーソナルライフ
レドナップはサッカーの監督である父ハリー・レドナップと母サンドラ・ハリスの下に生を受けた。兄の一人であるマークはモデルとして活動している。従兄弟にはフランク・ランパードがおり、父はウェストハム・ユナイテッドでプレイしたフランク・ランパード・シニアである。
父が監督をしていた影響で南海岸で育ち、クライストチャーチにあるトウィンハム・スクールに通った。サッカーは兄弟で一緒にサンデイ・リーグのユースチームで始めた
。
1998年6月29日に1992年から1995年にかけてエターナルのメンバーとして活動し、その後はソロとして活動している歌手のルイーズ・ナーディングと結婚した。2004年7月27日にチャールズ・ウィリアム・"チャーリー"・レドナップと名付けられた男児をロンドンのポートランド病院で授かった。チャールズという名前は彼女が妊娠していると判明した日に亡くなった祖父の名をとったものである。2008年11月10日には二人目の男児となるビュー・ヘンリー・レドナップを出産した。この名前についてルイーズはロンドンのバウで生まれたレドナップの父ハリーに敬意を込めたものであると明かしている。家族はサリーのオクショットで生活している。

## 個人成績
| クラブ内容       | クラブ内容               | クラブ内容                 | リーグ戦 | リーグ戦 | カップ戦 | カップ戦 | リーグカップ | リーグカップ | 国際大会 | 国際大会 | 合計   | 合計   |
| シーズン         | 所属クラブ               | 所属リーグ                 | 出場数   | ゴール   | 出場数   | ゴール   | 出場数       | ゴール       | 出場数   | ゴール   | 出場数 | ゴール |
| イングランド     | イングランド             | イングランド               | リーグ戦 | リーグ戦 | FAカップ | FAカップ | リーグカップ | リーグカップ | UEFA     | UEFA     | 合計   | 合計   |
| ---------------- | ------------------------ | -------------------------- | -------- | -------- | -------- | -------- | ------------ | ------------ | -------- | -------- | ------ | ------ |
| 1989–90          | ボーンマス               | セカンド・ディヴィジョン   | 4        | 0        | ?        | ?        | ?            | ?            | 0        | 0        | 7      | 1      |
| 1990–91          | ボーンマス               | サード・ディヴィジョン     | 9        | 0        | ?        | ?        | ?            | ?            | 0        | 0        | 13     | 2      |
| 1990–91          | リヴァプール             | ファースト・ディヴィジョン | 0        | 0        | 0        | 0        | 0            | 0            | 0        | 0        | 0      | 0      |
| 1991–92          | リヴァプール             | ファースト・ディヴィジョン | 6        | 1        | 2        | 0        | 0            | 0            | 2        | 0        | 10     | 1      |
| 1992–93          | リヴァプール             | プレミアリーグ             | 29       | 2        | 1        | 0        | 6            | 1            | 4        | 0        | 40     | 3      |
| 1993–94          | リヴァプール             | プレミアリーグ             | 35       | 4        | 2        | 0        | 4            | 0            | 0        | 0        | 41     | 4      |
| 1994–95          | リヴァプール             | プレミアリーグ             | 41       | 3        | 6        | 1        | 8            | 2            | 0        | 0        | 55     | 6      |
| 1995–96          | リヴァプール             | プレミアリーグ             | 23       | 3        | 3        | 0        | 3            | 0            | 4        | 1        | 33     | 4      |
| 1996–97          | リヴァプール             | プレミアリーグ             | 23       | 2        | 1        | 0        | 1            | 1            | 7        | 0        | 32     | 3      |
| 1997–98          | リヴァプール             | プレミアリーグ             | 20       | 3        | 1        | 1        | 3            | 1            | 2        | 0        | 26     | 5      |
| 1998–99          | リヴァプール             | プレミアリーグ             | 34       | 8        | 2        | 0        | 0            | 0            | 4        | 2        | 40     | 10     |
| 1999–2000        | リヴァプール             | プレミアリーグ             | 22       | 3        | 0        | 0        | 1            | 0            | 0        | 0        | 23     | 3      |
| 2000–01          | リヴァプール             | プレミアリーグ             | 0        | 0        | 0        | 0        | 0            | 0            | 0        | 0        | 0      | 0      |
| 2001–02          | リヴァプール             | プレミアリーグ             | 4        | 1        | 0        | 0        | 1            | 0            | 3        | 1        | 8      | 2      |
| 2002–03          | トッテナム・ホットスパー | プレミアリーグ             | 17       | 3        | 0        | 0        | 0            | 0            | 0        | 0        | 17     | 3      |
| 2003–04          | トッテナム・ホットスパー | プレミアリーグ             | 17       | 1        | 0        | 0        | 0            | 0            | 0        | 0        | 17     | 1      |
| 2004–05          | トッテナム・ホットスパー | プレミアリーグ             | 14       | 0        | 0        | 0        | 1            | 0            | 0        | 0        | 15     | 0      |
| 2004–05          | サウサンプトン           | プレミアリーグ             | 16       | 0        | 1        | 1        | 0            | 0            | 0        | 0        | 17     | 1      |
| キャリア通算成績 | キャリア通算成績         | キャリア通算成績           | 314      | 34       | 22       | 3        | 31           | 5            | 26       | 4        | 395    | 47     |

## 獲得タイトル
リヴァプール
- FAカップ：1992
- リーグカップ：1995
- FAコミュニティ・シールド：2001
- UEFAスーパーカップ：2001